# Acanthopidae
Acanthopidae – rodzina modliszek z podrzędu Eumantodea i nadrodziny Acanthopoidea.

## Morfologia

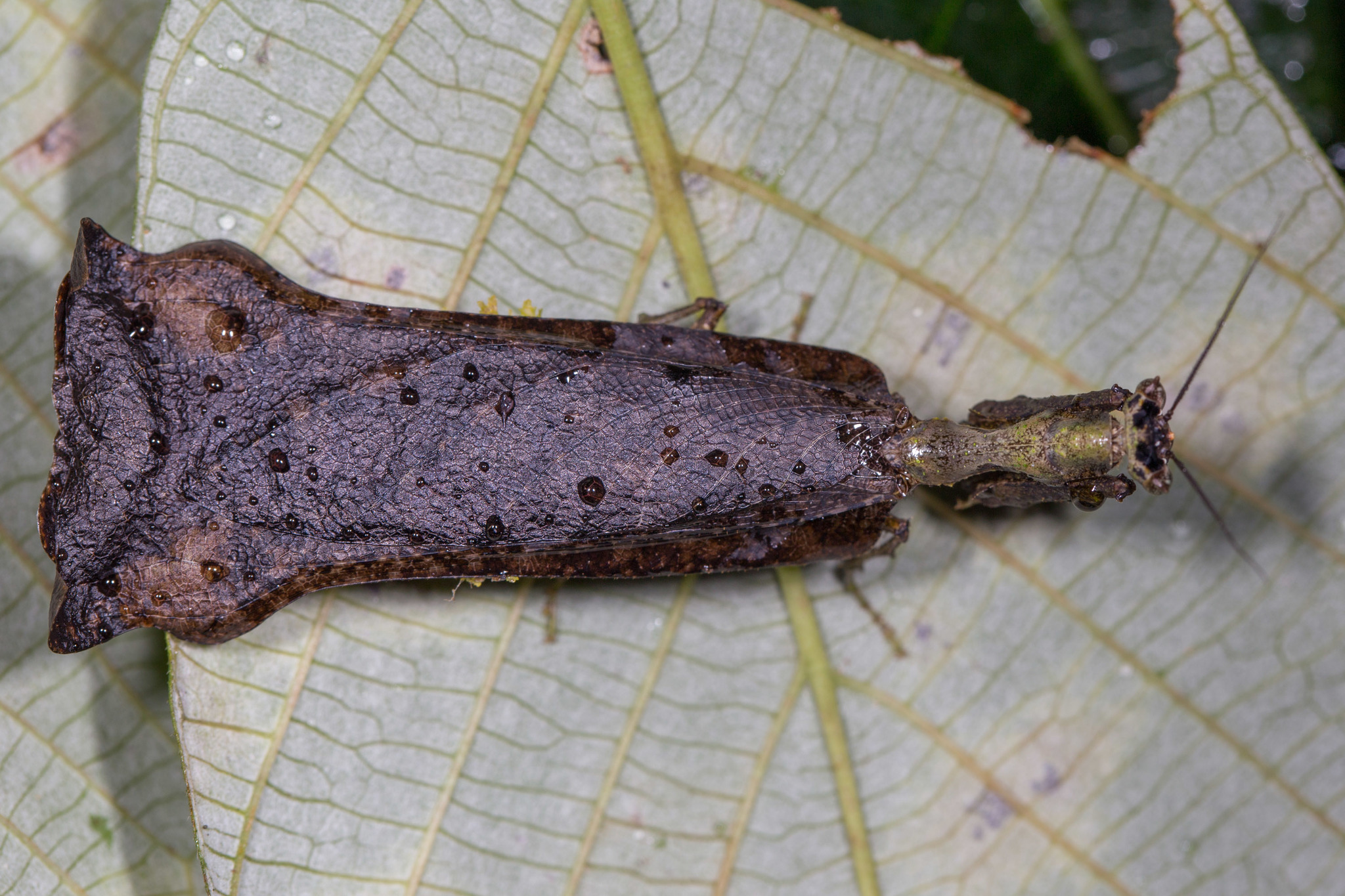
Pseudacanthops huaoranianus stosujący mimikrę względem obumarłego liścia

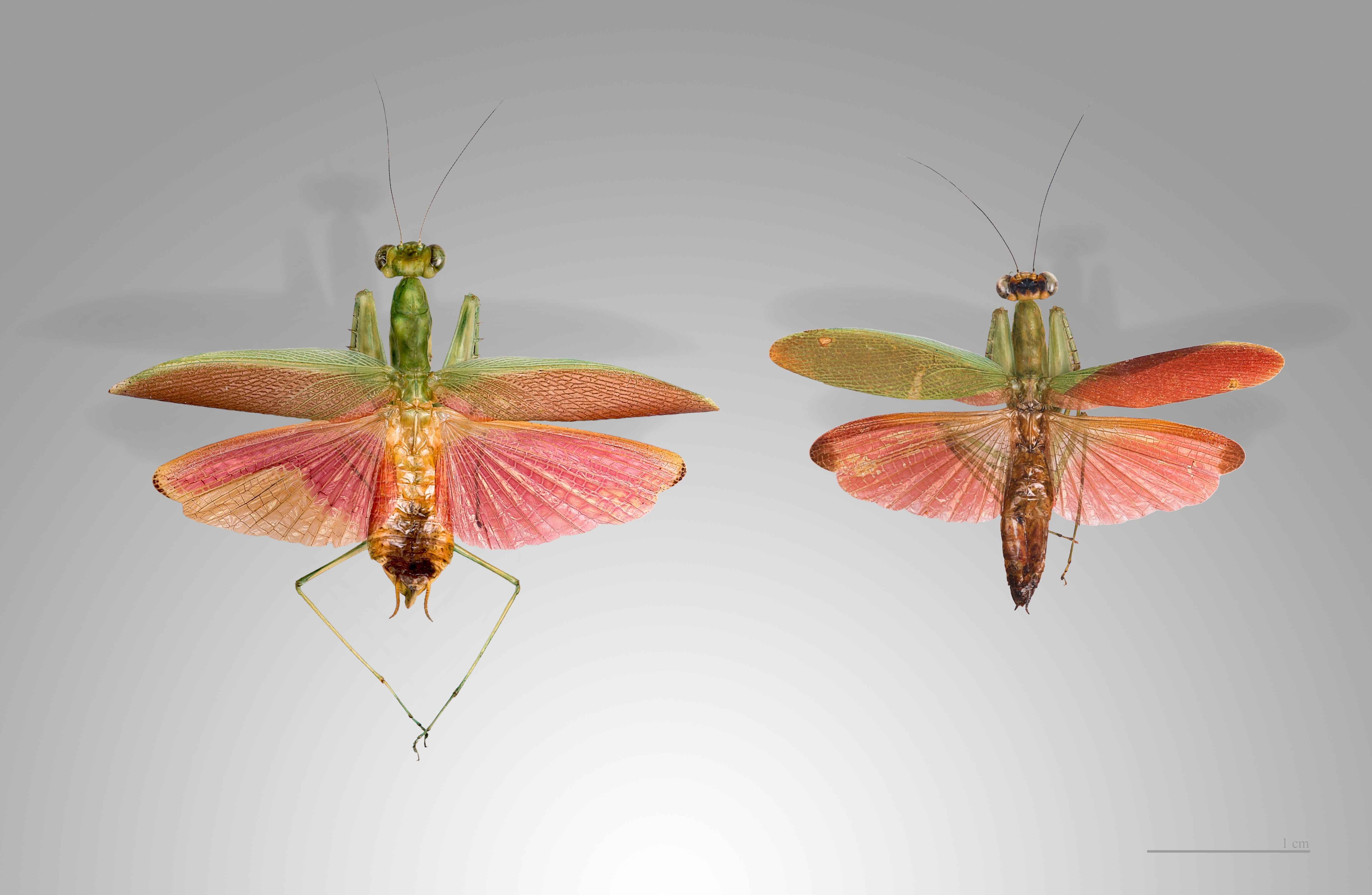
Jaskrawo ubarwione samica (po lewej) i samiec (po prawej) Tithrone roseipennis

Modliszki często bardzo kolorowe, w pozostałych przypadkach stosujące mimikrę względem martwych liści.
Głowa w pierwotnym planie budowy ma na ciemieniu krótki wyrostek (fastigium), ale cecha ta uległa wtórnemu zatraceniu w niektórych liniach rozwojowych.
Tułów ma dobrze zaznaczone rozszerzenia nadbiodrowe. Na zatułowiu brak jest narządu tympanalnego (ucha cyklopowego). W użyłkowaniu skrzydeł przedniej pary (tegmin) zaznaczają się wydłużone pterostygmy. Chwytne odnóża przedniej pary mają uda z co najmniej pięcioma (zwykle co najmniej sześcioma) kolcami tylno-brzusznymi, płatami wierzchołkowymi zaopatrzonymi w krótkie kolce oraz trzema lub czterema kolcami dyskoidalnymi, przy czym gdy kolce te są cztery, to pierwszy nie jest dłuższy od drugiego. Golenie odnóży chwytnych są proste, o liczbie kolców tylno-bocznych dużej, zbliżonej do liczy kolców przednio-bocznych lub od niej większej. Odnóża pary środkowej i tylnej są kroczne i pozbawione kolców.
Odwłok cechuje się trójkątnego kształtu płytką nadodbytową. Przysadki odwłokowe są krótsze niż połowa długości odwłoka i niekiedy mają rozdęty, zaopatrzony we wcięcie człon wierzchołkowy.
Genitalia samca charakteryzują się w pełni zesklerotyzowanymi fallomerami i oddzielonymi wyrostkami zespołu lewej strony. Fallomer brzuszny cechuje się wydłużonym płatem nasadowym umieszczonym po stronie prawej, pierwotnym wyrostkiem dystalnym zredukowanym i przesuniętym na stronę lewą oraz wykształconym wtórnym wyrostkiem dystalnym. Zaopatrzona w płat przedni apofiza falloidalna jest w dużej mierze objęta mocno rozrośniętym i mniej lub bardziej owłosionym płatem błoniastym. Lewy fallomer odznacza się blaszką grzbietową pozbawioną zaokrąglonego płata.

## Ekologia i występowanie
Wszystkie gatunki zamieszkują krainę neotropikalną. Zasięg rodziny obejmuje zarówno jej część południowo-, jak i środkowoamerykańską. Zasiedlają głównie wilgotne lasy równikowe, zwłaszcza na terenie Amazonii i Mata Atlântica, ale niektóre występują w formacjach o wykształconej porze suchej i mokrej. Większość bytuje na gałęziach, liściach i kwiatostanach drzew i krzewów, ale Stenophyllini żyją w piętrze ściółki leśnej.

## Taksonomia

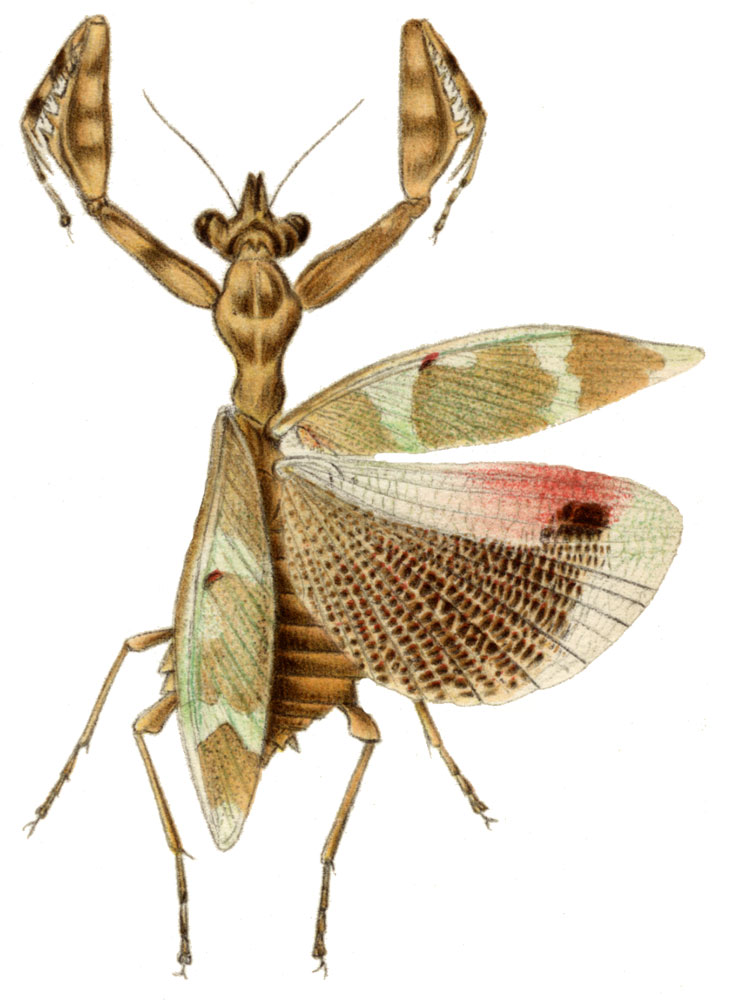
Callibia diana z podplemienia Callibiina

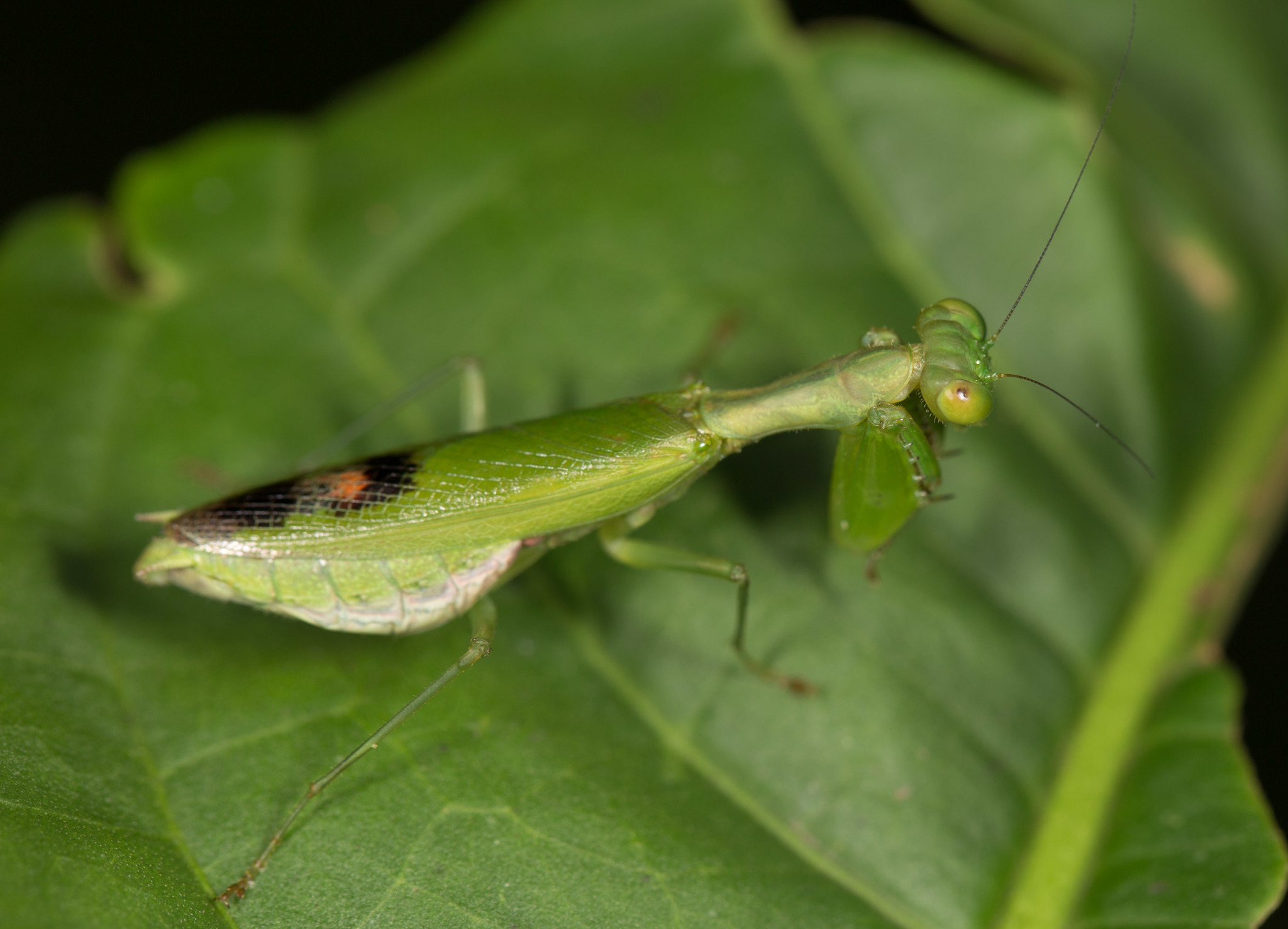
Acontista aurantiaca z podplemienia Acontistina

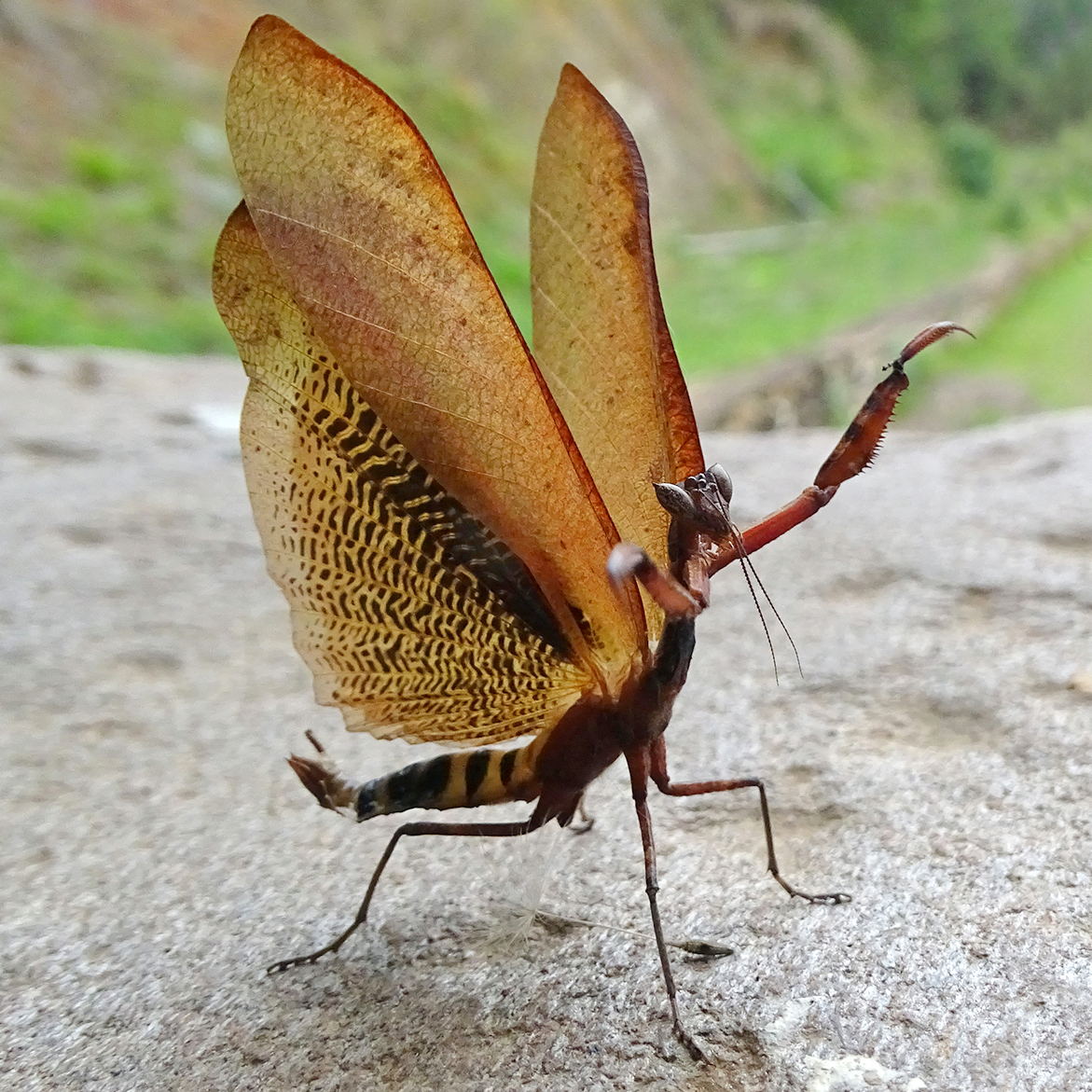
Decimiana tessellata w pozie odstraszającej

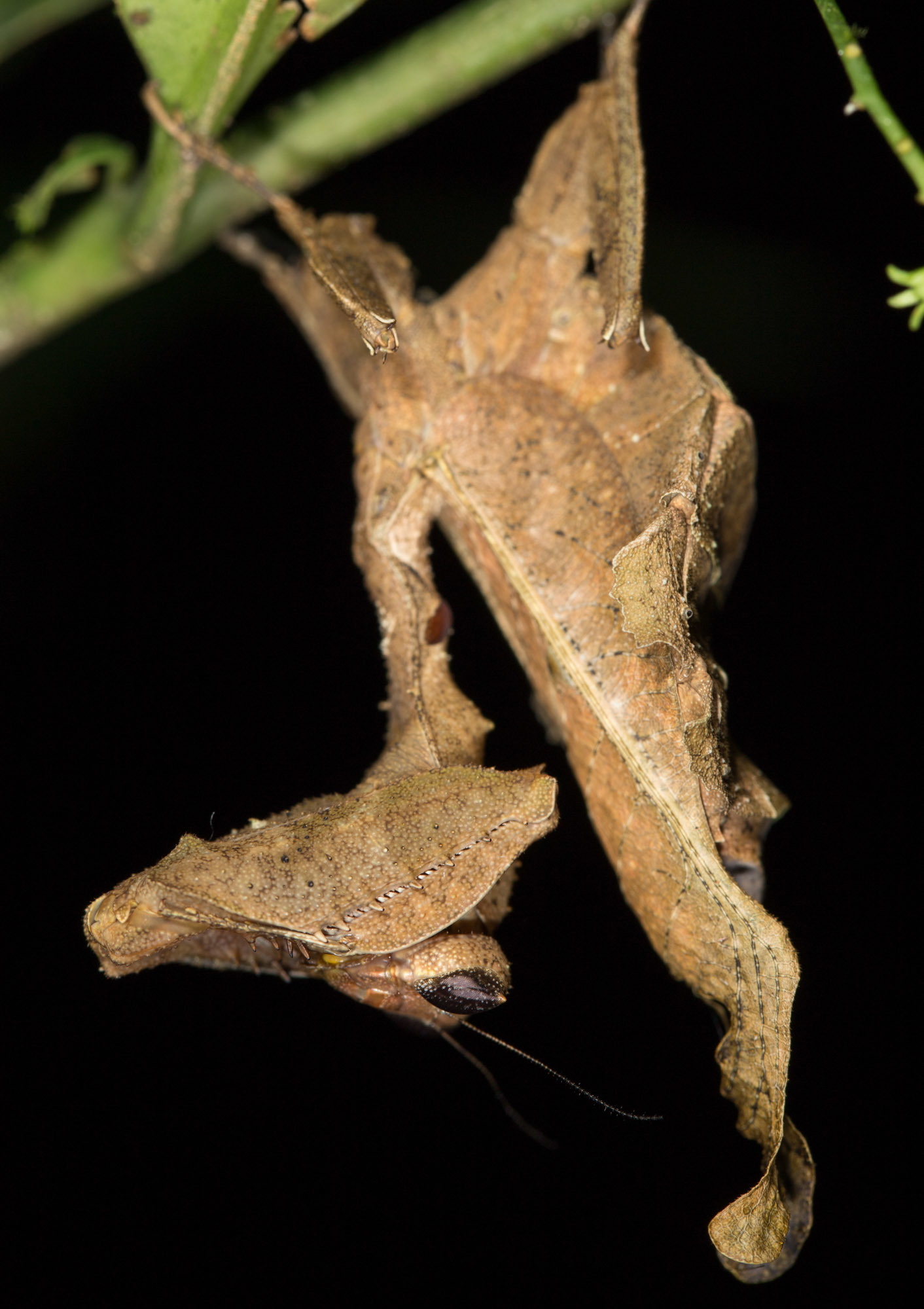
Acanthops erosula

Takson w randze rodziny nazwany Acanthopsidae wprowadził do systematyki modliszek Hermann Burmeister w 1838 roku. W systemie Reinharda Ehrmanna i Rogera Roya z 2002 roku do rodziny Acanthopidae zaliczano trzy podrodziny: Acanthopinae, Stenophyllinae i Acontiothespinae. Tym ostatnim Roy w 2004 roku zmienił nazwę na Acontistinae. W systemie Daniela Ottego i Lauren A. Spearman z 2005 roku podział ten został zachowany. W bazującym na wynikach molekularnej analizy filogenetycznej systemie Julia Riviery i Gavina J. Svensona z 2016 roku każda z tych podrodzin wyniesiona została do rangi osobnej rodziny w obrębie nadrodziny Acanthopoidea. W uwzględniającym także dane morfologiczne systemie Christiana J. Schwarza i Roya z 2019 roku do Acanthopsidae włączono podrodziny Acanthopinae i Stenophyllinae, natomiast Acontistinae obniżone zostały do rangi plemienia w obrębie Stenophyllinae.
Systematyka rodziny przedstawia się następująco:
- Acanthopinae Burmeister, 1838
  - Acanthops Serville, 1831
  - Decimiana Uvarov, 1940
  - Lagrecacanthops Roy, 2004
  - Metacanthops Agudelo, Maldaner et Rafael, 2019
  - Metilia Stal, 1877
  - Miracanthops Roy, 2004
  - Parvacanthops Moulin et Schwarz, 2023
  - Plesiacanthops Chopard, 1913
  - Pseudacanthops Saussure, 1870
  - Royacanthops Moulin et Schwarz, 2023
- Stenophyllinae Saussure, 1869
  - Acontistini Giglio-Tos, 1915
    - Callibiina Giglio-Tos, 1919
      - Callibia Stål, 1877

    - Acontistina Giglio-Tos, 1915
      - Ovalimantis Roy, 2015
      - Acontista Saussure et Zehntner, 1894
      - Raptrix Terra, 1995
      - Tithrone Stål, 1877
      - Paratithrone Lombardo, 1996
      - Astollia Kirby, 1904

  - Stenophyllini Saussure, 1869
    - Stenophylla Westwood, 1843

Według wyników analiz Riviery i Svensona z 2016 roku oraz Schwarza i Roya z 2019 roku Acanthopidae zajmują pozycję siostrzaną dla Photinaidae, tworząc z nimi klad siostrzany dla Liturgusidae. Te trzy rodziny tworzą z kolei klad z Coptopterygidae cechujący synapomorfią w postaci obecności w pierwotnym planie budowy odnóża chwytnego pięciu kolców tylno-brzusznych na udzie.